# ワンス・アポン・ア・タイム (1962年の曲)
「ワンス・アポン・ア・タイム」(“Once Upon a Time”) は、チャールズ・ストラウス作曲、リー・アダムズ作詞の楽曲。1962年のミュージカル『オール・アメリカン』のために書かれた、時とともに失われてしまった愛を描いた曲である。
『オール・アメリカン』においてこの曲を歌ったレイ・ボルジャーとアイリーン・ハーリーによる歌唱は、同ミュージカルのキャストによる録音で聴くことができる。
以降エディ・フィッシャー、ボビー・ダーリン、フランク・シナトラ、ペリー・コモ、トニー・ベネット、ボブ・ディラン、アンディ・ウィリアムスなど多くのミュージシャンによって録音されている。